# زيتا سوشانسكي
زيتا سوشانسكي (بالمجرية: Szucsánszki Zita)‏ مواليد 22 مايو 1987 في بودابست، هي لاعبة كرة يد مجرية تلعب كوسط مدافع. مثلت منتخب المجر لكرة اليد للسيدات. حققت المركز الثالث في بطولة أوروبا لكرة اليد للسيدات 2012.

## سجل المنافسة
شاركت في البطولات التالية:
- بطولة العالم لكرة اليد للسيدات 2007
- بطولة العالم لكرة اليد للسيدات 2009
- بطولة العالم لكرة اليد للسيدات 2013
- بطولة العالم لكرة اليد للسيدات 2015
- بطولة أوروبا لكرة اليد للسيدات 2008
- بطولة أوروبا لكرة اليد للسيدات 2010
- بطولة أوروبا لكرة اليد للسيدات 2012
- بطولة أوروبا لكرة اليد للسيدات 2014

## الميداليات
| الميدالية | المسابقة                            |
| --------- | ----------------------------------- |
| برونزية   | بطولة أوروبا لكرة اليد للسيدات 2012 |

## روابط خارجية
- زيتا سوشانسكي على موقع الاتحاد الدولي لكرة اليد (الإنجليزية)
- زيتا سوشانسكي على موقع الاتحاد الأوروبي لكرة اليد (الإنجليزية)
- زيتا سوشانسكي على موقع اللجنة الأولمبية الدولية (الإنجليزية)
- زيتا سوشانسكي على موقع أوليمبيديا (الإنجليزية)
- زيتا سوشانسكي على موقع اللجنة الأولمبية المجرية (الهنغارية)